# Ulises Heureaux
Ulises Heureaux Lebert (Puerto Plata, 21 oktober 1845 - Moca, 26 juli 1899) - liefkozend Lilís genoemd - was president van de Dominicaanse Republiek van 9 januari 1882 tot 9 januari 1883, vanaf 6 januari tot 27 februari 1887 en opnieuw vanaf 30 april 1889 tot hij werd vermoord. Tussen zijn periodes als president behield hij wel de macht.

## Opkomst
Heureaux werd geboren in Puerto Plata als zoon van een Haïtiaanse vader en een moeder uit Saint Thomas. Hij sprak Spaans, maar ook Frans en Engels. Na de annexatie van de Dominicaanse Republiek door Spanje in 1861 nam hij deel aan de opstand om de onafhankelijkheid te herstellen en werd hij de belangrijkste luitenant van generaal Gregorio Luperón. In de periode na deze tweede onafhankelijkheid werden revoluties een jaarlijkse gebeurtenis. Heureaux ontpopte zich als een van de belangrijkste leiders van de Partido Azul, de Blauwe Partij. In 1876 nam hij het voortouw in een opstand in Puerto Plata die leidde tot een verkiezing waarbij Ulises Espaillat president werd. Toen de toonaangevende caudillo (leider) Buenaventura Baez, die voor zijn vijfde termijn aan de macht was, na minder dan een jaar weer verdween, hielp Heureaux de volgende twee regimes omver te werpen.

## Aan de macht
Toen Luperón in 1879 president werd, koos deze ervoor om in zijn woonplaats Puerto Plata te blijven, waar hij een welvarend tabakshandelaar was en van waaruit hij zijn autoriteit in Santo Domingo delegeerde aan Heureaux.
Een katholieke priester, genaamd Fernando Meriño, werd in september 1880 president. Heureaux diende als zijn minister van Binnenlandse Zaken en achter de schermen was zijn invloed op de rest van het kabinet blijkbaar groter dan die van president Meriño. Hoewel Meriño grondwettelijke procedures opschortte naar aanleiding van onrust, aangewakkerd door enkele resterende aanhangers van Buenaventura Baez, hield hij vast aan de termijn van twee jaar die was vastgelegd onder Luperón. Op 1 september 1882 overhandigde hij de teugels van de regering aan Heureaux. Tijdens de regeringen van Luperón en Meriño kon de relatieve economische stabiliteit van de republiek worden vastgehouden. In de eerste termijn van twee jaar werd Heureaux slechts met één grote opstand geconfronteerd. Wel was er in 1884 tussen de verschillende lokale caciques (zoal de leiders ook werden genoemd) die de heersende groep in de republiek vormde, geen enkele mogelijke opvolger die brede steun genoot. Luperón was nog steeds de leider van de regerende Partido Azul (Blauwe Partij), gesteund door Generaal Segundo Imbert, terwijl Heureaux de kandidatuur van generaal Francisco Gregorio Billini steunde. Heureaux verzekerde Luperón dat hij Imbert zou steunen als deze de verkiezingen zou winnen, maar hij had in kritieke gebieden de stembussen gemanipuleerd met het oog op een zekere verkiezing van Billini.
Na zijn inhuldiging op 1 september 1884 weerstond Billini de manipulaties van Heureaux. Diens reactie was het verspreiden van geruchten, in die zin, dat Billini een politieke amnestie had afgekondigd, zodat hij zou kunnen samenspannen met ex-president Cesareo Guillermo tegen Luperóns leiding van de Azules. Hierdoor ontstond een regeringscrisis die Billini dwong op 16 mei 1885 zijn ontslag in te dienen. Hij werd opgevolgd door vicepresident Alejandro Woss y Gil. Heureaux nam een grotere rol in de nieuwe regering op zich, vanwege het grote aantal aanhangers. Zelf nam hij het bevel over het nationale leger op zich om de opstand onder leiding van Guillermo te weerstaan. Deze pleegde zelfmoord, voordat hij gevangengenomen werd.
Dit verbeterde de relatie tussen Heureaux voor Luperón, die een oude vijand van Guillermo was. Luperón steunde daarom Heureaux bij de presidentsverkiezingen in 1886. De schaamteloosheid van de door Heureaux gepleegde verkiezingsfraude veroorzaakte bij de aanhangers van zijn tegenstander Casimiro de Moya, een gewapende opstand in de Cibao vallei. Hij onderdrukte met steun van Luperón deze opstand wreed en maakte daarmee een einde aan het gevoel van ontevredenheid dat heerste in de Dominicaanse samenleving. Na weer aan de macht te zijn gekomen hield Heureaux deze voor de rest van zijn leven. In 1888 verbande hij Gregorio Luperón. Het volgende jaar dwong hij het Congres om een aantal grondwetswijzigingen toe te passen, zoals afschaffing van de barrière tegen de presidentiële herverkiezing en het elimineren van rechtstreekse verkiezingen. Om zijn machtsbasis uit te breiden nam hij ook leden van de rivaliserende politieke groepering, de Rojos (rode), in zijn regering op. Hij ontwikkelde ook een uitgebreid netwerk van geheime politie en informanten om opstanden te voorkomen, of om politici die niet mee wilden werken met zijn regering, te dwingen in ballingschap te gaan, of om hem te vermoorden. Heureaux en zijn volgelingen verrijkten zich door grote privé-investeringen in groeiende export. "De scheiding tussen de overheidsfinanciën van het kabinet en de middelen van president was vaag, vloeiend en vrijwel niet aanwezig." Hij had zijn eigen geheime telegraafcode die hij gebruikte om zijn troepen en de politie te controleren.
Tijdens de laatste twee decennia van de 19e eeuw werd, als gevolg van een toevloed van Cubaanse suikerplanters door de Tienjarige Oorlog, suiker boven tabak het belangrijkste exportproduct. Lilís gaf hen grote stukken land in de zuidoostelijke kustvlakte, waar ze de eerste gemechaniseerde suikerfabrieken van de natie bouwde. Als dictator ondernam hij vele ambitieuze projecten om het land te moderniseren, met inbegrip van de elektrificatie van Santo Domingo, de bouw van een brug over de rivier Ozama en de start van stoomtreindiensten op een enkelspoor van Santiago naar Puerto Plata.

## Politieke ondergang
Om zichzelf en zijn aanhangers te verrijken, het omkoopsysteem in stand te houden, het leger te betalen, de suikerindustrie te stimuleren en de financiering van de infrastructuur leende Lilís veel bij Europese en Amerikaanse banken. Zelfs terwijl de suikerprijzen een steile daling vertoonden. In 1888 nam hij een leende hij driekwart miljoen pond sterling (tegenwoordig € 90.000.000) van het Amsterdamse bankiershuis Westendorp.
Westendorp ging failliet in 1892, nadat hun agent fraude bij de douane onthulde, waarbij Heureaux een voorkeurstarief had bedongen voor een aantal van zijn binnenlandse schuldeisers. Een consortium van ondernemers in New York dat zichzelf de San Domingo Improvement Co noemde kocht Westendorp op en nam de vorderingen van haar Europese obligatiehouders over. In ruil hiervoor kreeg zij twee leningen, een van $ 1,2 miljoen en de andere van 2 miljoen pond, voor de financiering van de buitenlandse schulden van het land. Deze zouden afgelost worden met de ontvangsten van de douane. Toen de toenemende overheidsschuld het onmogelijk maakte om zijn politieke machine draaiende te houden, vertrouwde Heureaux steeds meer op geheime leningen van de San Domingo Improvement Co, suikerplanters en de lokale handelaars. In 1897 - met het land op de rand van het faillissement - drukte Lilís vijf miljoen dollar aan ongedekt papiergeld (beter bekend als Papeletas de Lilís). Dit ongedekte geld veroorzaakte het faillissement van veel plaatselijke ondernemers. Dit leidde tot een nieuwe opstand van de Cibaeño tabakplanters en kooplieden, wat weer leidde tot de moord op Lilís in Moca in juli 1899. Tegen die tijd was de nationale schuld meer dan $ 35 miljoen, vijftien keer de jaarlijkse begroting.